# Premi Nike

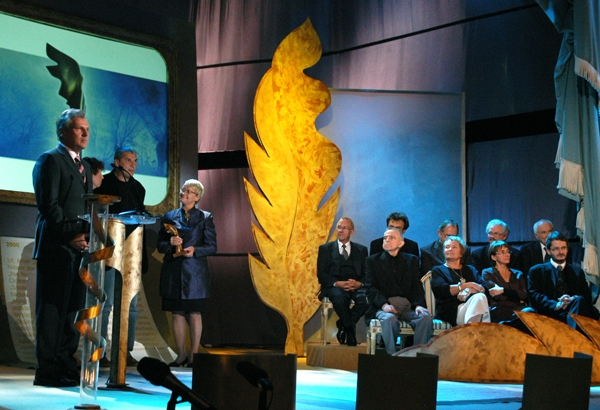
Cerimònia de 2005 amb l'anterior president polonès Aleksander Kwaśniewski

El Premi Literari Nike (polonès: Nagroda Literacka Nike) és un dels premis més prestigiosos per la literatura polonesa. Es va establir el 1997 i és finançat per la Gazeta Wyborcza, el segon diari imprès més important de Polònia, i per NICOM, una empresa de consultoria. S'atorga anualment el mes d'octubre a un autor viu que hagi publicat l'any anterior una obra en polonès. És obert a tots els gèneres literaris, incloent assajos de no-ficció i autobiografies. Cada any, un jurat de nou membres selecciona el guanyador en un procés de tres etapes. Vint candidats oficials són acceptats el mes de maig, que passen una fase de classificació fins que s'anuncien els set finalistes el mes de setembre. La decisió final no té lloc fins al dia de la cerimònia a l'octubre. El premi consisteix en una estatueta feta per l'escultor polonès Gustaw Zemłun i un premi en efectiu de 100.000 PLN.
Més enllà del premi del jurat també hi ha un premi de l'audiència mitjançant un sistema d'enquestes per triar entre els set finalistes, realitzades al web del diari que promou el premi. El 2000, 2001 i 2004 el vot del públic va coincidir amb el vot del jurat.

## Guanyadors
Títol i detalls de la traducció anglesa declarada on disponible.

### Premi del jurat
- 2020 – Radek Rak, Baśń o wężowym sercu albo wtóre słowo o Jakóbie Szeli
- 2019 – Mariusz Szczygieł, Nie ma
- 2018 – Marcin Wicha, Rzeczy, których nie wyrzuciłem
- 2017 – Cezary Łazarewicz, Żeby nie było śladów
- 2016 – Bronka Nowicka, Nakarmić kamień
- 2015 – Olga Tokarczuk, Księgi Jakubowe
- 2014 – Karol Modzelewski, Zajeździmy kobyłę historii. Wyznania poobijanego jeźdźca[1]
- 2013 - Joanna Bator, Ciemno, prawie noc[2]
- 2012 – Marek Bieńczyk, Książka twarzy
- 2011 – Marian Pilot, Pióropusz
- 2010 – Tadeusz Słobodzianek, Nasza Klasa
- 2009 – Eugeniusz Tkaczyszyn-Dycki, Piosenka o zaleznosciach i uzaleznieniach
- 2008 – Olga Tokarczuk, Bieguni
- 2007 – Wiesław Myśliwski, Traktat o łuskaniu fasoli
- 2006 – Dorota Masłowska, Paw królowej
- 2005 – Andrzej Stasiuk, Jadąc Babadag
- 2004 – Wojciech Kuczok, Gnój (edició anglesa: "Muck")
- 2003 – Jarosław Marek Rymkiewicz, Zachód słonca w Milanówku (edició anglesa: "Sunset in Milanówek")
- 2002 – Joanna Olczak-Roniker, W ogrodzie pamięci
- 2001 – Jerzy Pilch, Pod Mocnym Aniołem (edició anglesa: "The Strong Angel Inn")
- 2000 – Tadeusz Różewicz, Matka odchodzi (edició anglesa: "Mother Is Leaving")
- 1999 – Stanisław Barańczak, Chirurgiczna precyzja (edició anglesa: "precisió Quirúrgica").
- 1998 – Czesław Miłosz, Piesek przydrożny (edició anglesa: Road-side Dog, Nova York: Farrar Straus Giroux, 1998, ISBN  0-374-25129-0)
- 1997 – Wiesław Myśliwski per Widnokrąg (edició anglesa: "Horizon")

### Premi d'audiència
- 2020	Joanna Gierak-Onoszko, 27 śmierci Toby'ego Obeda
- 2019	Mariusz Szczygieł, Nie ma
- 2018	Marcin Wicha Rzeczy, których nie wyrzuciłem
- 2017	Stanisław Łubieński, Dwanaście srok za ogon
- 2016	Magdalena Grzebałkowska, 1945. Wojna i pokój
- 2015	Olga Tokarczuk, Ksiegi Jakubowe
- 2014 - Ignacy Karpowicz per Ości[3][4]
- 2013 - Szczepan Twardoch per Morfina
- 2012 – Andrzej Franaszek per Miłosz : biografia
- 2011 – Sławomir Mrożek per Dziennik 1962–1969
- 2010 – Magdalena Grochowska per Jerzy Giedroyc. Fer Polski ze snu
- 2009 – Krzysztof Varga per Gulasz z turula
- 2008 – Olga Tokarczuk per "Bieguni"
- 2007 – Mariusz Szczygieł per Gottland
- 2006 – Wisława Szymborska per Dwukropek ("Còlon")
- 2005 – Ryszard Kapuścińesquí per Podróże z Herodotem ("Viatges amb Herodot")
- 2004 – Wojciech Kuczok per Gnój ("Muck")
- 2003 – Dorota Masłowska per Wojna polsko-ruska bandera de tavellaą biało-czerwoną (edició anglesa: Snow Blanc i Vermell rus, Nova York: Grove Premsa/Gat Negre, 2005, ISBN  0-8021-7001-3)
- 2002 – Olga Tokarczuk per Gra na wielu bębenkach ("Jugant damunt molts tambors")
- 2001 – va atorgar conjuntament a Jerzy Pilch per Tavella Mocnym Aniołem ("La Fonda d'Àngel Forta"), i Jan T. Brut per Sąsiedzi (edició anglesa: Veïns: La Destrucció de la Comunitat jueva en Jedwabne, Princeton, NJ: Princeton Premsa Universitària, 2001, ISBN  0-14-200240-2)
- 2000 – Tadeusz Różewicz per Matka odchodzi ("la mare està deixant")
- 1999 – Olga Tokarczuk per Dom dzienny, dom nocny (edició anglesa: Casa de Dia, Casa de Nit. Escriptures d'un unbound Europa, Evanston, IL: Northwestern Premsa Universitària, 2003, ISBN  0-8101-1892-0)
- 1998 – Zygmunt Kubiak per Mitologia Greków i Rzymian" ("La Mitologia dels grecs i Romans")
- 1997 – Olga Tokarczuk per Prawiek i inne czasy ("Primeval i altres temps")